# Psychonaut
Pour les articles homonymes, voir Psychonauts.
Psychonaut est un groupe belge de stoner rock, originaire de Malines, en Province d'Anvers. Le groupe émerge du cover band de rock Generation! en 2011. Psychonaut reste un groupe de trois membres. Ils ont souvent joué dans des clubs locaux, des bars et des clubs de jeunes au début de leur carrière musicale. Les influences du groupe comprennent le rock des années 1970 comme Led Zeppelin et Pink Floyd, ainsi que le metal plus contemporain comme Tool et Amenra.
En 2020, le batteur Peter est remplacé par le musicien néerlandais Harm Peters et le groupe signe avec le label allemand Pelagic Records. Leur premier album y est réédité, à chaque fois dans des couleurs éclatantes. Ils en sont à leur quatrième pressage de l'album chez Pelagic depuis 2022, qui sort également leur deuxième album la même année.

## Histoire
Psychonaut est formé en 2011 par le chanteur-guitariste Stefan De Graef, le bassiste Thomas Michiels et le batteur Peter Le Page. Au début, les anciens membres du cover band Generation! jouent principalement en live lors de divers festivals plus ou moins importants en Belgique, tels que Maanrock, Alcatraz, Rockelingen et Rock Herk. Lorsqu'ils sortent leur premier album studio Unfold the God Man en 2018, ils le postent sur la chaîne YouTube Stoned Meadow of Doom. Cela leur permet de se faire remarquer par le label allemand Pelagic Records, avec lequel ils signent ensuite.
Après la sortie de leur premier album, ils sont invités par Alex Agnew dans son podcast Welcome to the AA. En 2020, ils entrent en tant que meilleur nouvel arrivant à la 42e place de la De Zwaarste Lijst de Studio Brussels avec leur chanson The Fall of Consciousness. Une bonne année plus tard, en 2021, le bassiste Michiels devient lui-même présentateur de la Zwaarste Lijst. En 2022, ils effectuent leur deuxième grande tournée, où ils parcourent l'Europe pendant quinze jours avec les groupes pg.lost et The Ocean.
Le groupe connait pour soutenir la scène metal locale. Ainsi, ils portent régulièrement des t-shirts d'autres groupes locaux et se lient d'amitié avec des groupes, tels que Pothamus et Cobra the Impaler, comme on peut le voir sur leur Instagram. En 2022, ils collaborent avec Stefanie Mannaerts de Brutus et Colin H. van Eeckhout d'Amenra pour leur single Violate Consensus Reality. Stefan De Graef, membre du groupe, joue d'ailleurs dans un autre groupe belge de metal, Hippotraktor.

## Discographie

### Albums studio
- 2018 : Unfold the God Man (réédité en 2020 par Pelagic Records)
- 2022 : Violate Consensus Reality (Pelagic Records)
- 2025 : World Maker

### EP
- 2014 : 24 Trips Around The Sun
- 2016 : Ferocious Fellowman
- 2022 : Ferocious Fellowman (Pelagic Records)
- 2021 : Emerald (split avec SÂVER, Pelagic Records)